# Klemens Ludkiewicz
Klemens Ludkiewicz (właśc. Klemens Fenigstein) pseud. Falk, Stanisław L.-cz (ur. 1897 w Warszawie, zm. 1937 w ZSRR) – działacz komunistyczny, krytyk literacki, publicysta, członek Komitetu Centralnego (KC) i kierownik Wydziału Propagandy MOPR w Polsce (od 1927).
Syn Stanisława i Róży, bratanek Jakuba. Absolwent warszawskiego gimnazjum. Latem 1918 wstąpił do SDKPiL, a jesienią 1918 uczestniczył w krajowej konferencji kół młodzieżowych tej partii i w przygotowaniach do I (założycielskiego) zjazdu KPRP. W 1918 studiował krótko na Wydziale Społeczno-Politycznym Wolnej Wszechnicy Polskiej. 1919-1921 działał w Związku Robotniczych Spółdzielni Spożywców, następnie w Centralnym Wydziale Spółdzielczym KPRP/KPP i wówczas zaprzyjaźnił się z Janem Hemplem, Bolesławem Bierutem, Aleksandrem Danielukiem, Stanisławem Szwalbe i S. Tołwińskim. Od 1922 działacz MOPR, a od 1927 członek jej KC i kierownik Wydziału Propagandy. Współpracownik Centralnej Redakcji KC KPP i redakcji komunistycznego "Miesięcznika Literackiego". Często oddawał swoje mieszkanie na potrzeby KPP, m.in. jako schronienie dla ukrywających się działaczy KPP (m.in. Juliana Leszczyńskiego-Leńskiego). Od 1931 w ZSRR, gdzie pracował w redakcjach pism literackich i w sekretariatach stowarzyszeń pisarzy komunistycznych. Autor artykułów m.in. w języku rosyjskim. 10 czerwca 1937 został aresztowany, a następnie stracony. W 1956 pośmiertnie zrehabilitowany.